# Cissus pingtungensis
Cissus pingtungensis är en vinväxtart som beskrevs av Shao Shun Ying. Cissus pingtungensis ingår i släktet Cissus och familjen vinväxter. Inga underarter finns listade i Catalogue of Life.